# Gouy (Aisne)

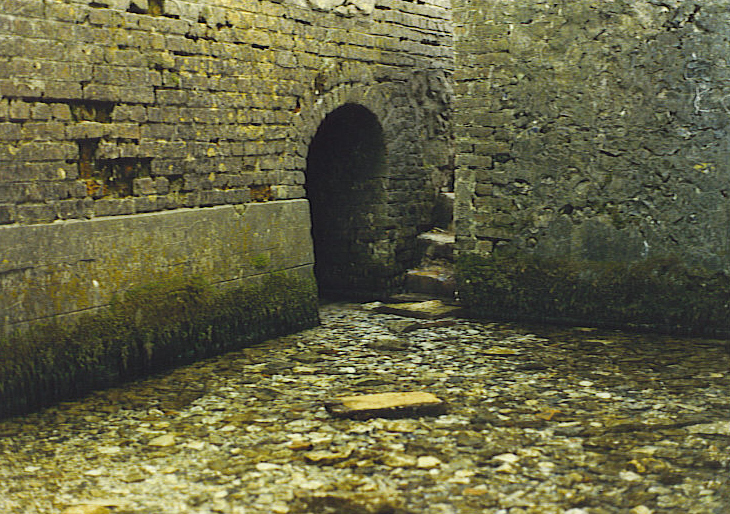
Font de l'Escault a Gouy

Gouy és un municipi francès del departament de l'Aisne, als Alts de França.
Forma part de la Communauté de communes du Pays du Vermandois.

## Geografia
Gouy està situat a 17 km de Saint-Quentin, en direcció a Cambrai, a peu de la carretera D1044.

## Administració
Des de 2008 l'alcalde és Moïse Denizon.

## Demografia
- 1962: 671 habitants.
- 1975: 694 habitants.
- 1990: 641 habitants.
- 1999: 649 habitants.
- 2007: 615 habitants.
- 2008: 601 habitants.[1]

Per a deliberació del Consell Municipal del mes d'agost de 2000, els gentilicis de Gouy és goïciens i goïciennes, ja que l'antic nom del municipi era Goï.

## LLocs i monuments
- L'Escalda (riu) néix a Gouy. Les fonts de l'Escalda són a la sortida del poble en direcció a Estrées.
- L'Abadia del mont Saint-Martin. Classificada Monument històric.

## Personalitats lligades al municipi
- Louis Brassar-Mariage. Arquitecte de l'església.
- Alexandre Ognier (1818-1884). Historiador local i goïcien d'adopció. Un carreró té el seu nom.